# Кіпсел (архонт)
Кіпсел (*Κύψελος, бл. 630 до н. е. — після 596 до н. е.) — давньогрецький політичний діяч Афінського полісу.

## Життєпис
Походив з аристократичного роду Філаїдів. Стосовно батьків існують суперечності. За однією версією він був син Агаместора з Філаїдів і доньки Кіпсел, тирана Коринфа. За іншою версією його батьком був невідомий Мільтіад, але це ставиться під сумнів. також висувається версія про батьківсько Гіппокліда, при цьому Агаместор розглядається дідом за батьківською лінією. Відповідно по дідові отримав своє ім'я. Також висувається версія, що Кіпсел був чоловіком онуки Мільтіада (архонта 664—663 до н. е.).
Мав доволі значні статки, що дозволяло йому виставляти власну квадригу на змаганнях. Також обіймав провідні посади в управлінні полісом. відомо, що у 597—596 роках до н. е. був архонтом-епонімом.

## Родина
Був одружний на доньці Алмеона, сина Мегакла. У шлюбі мав сина Мільтіада.